# プロシュット

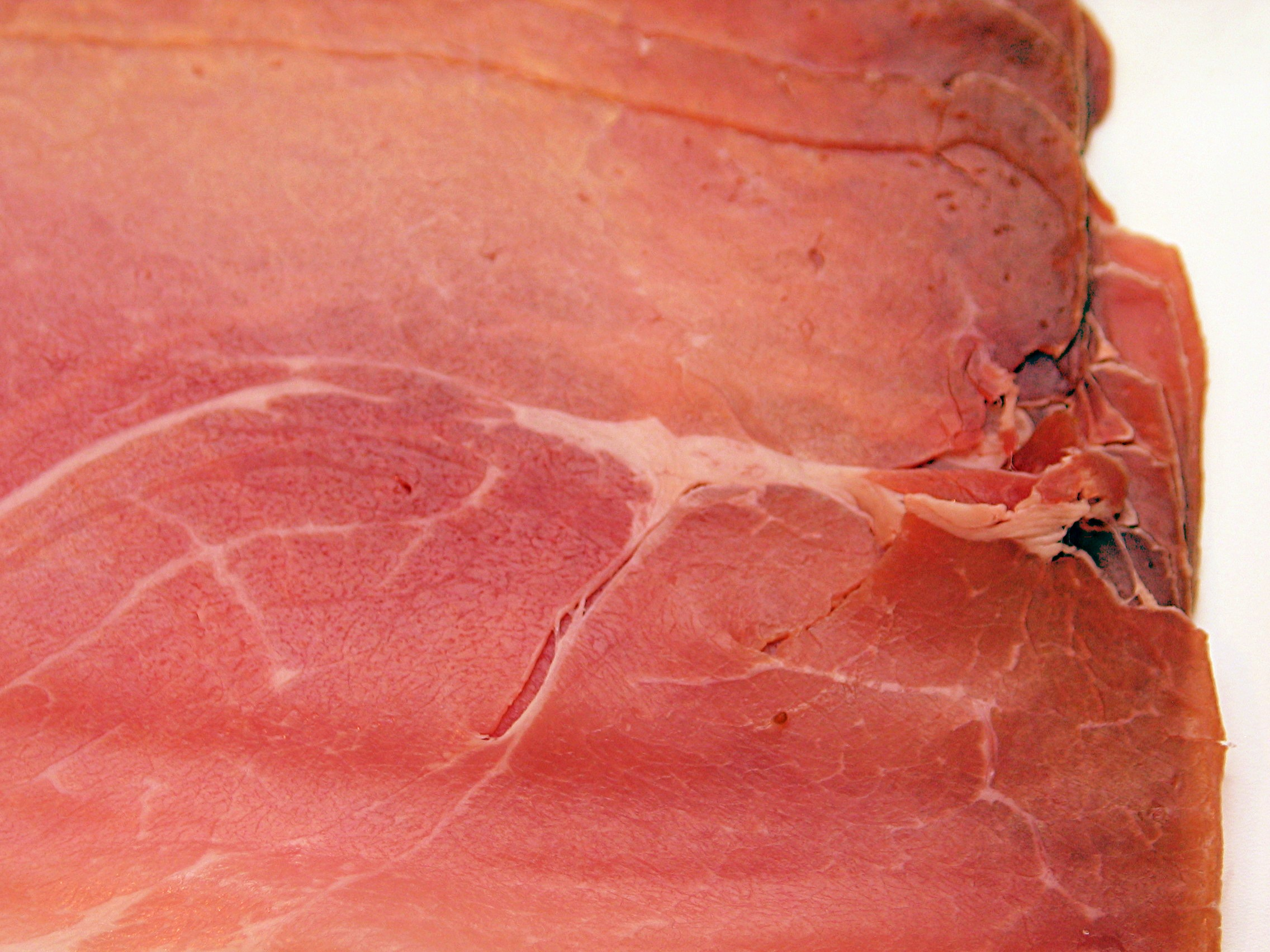
プロシュット

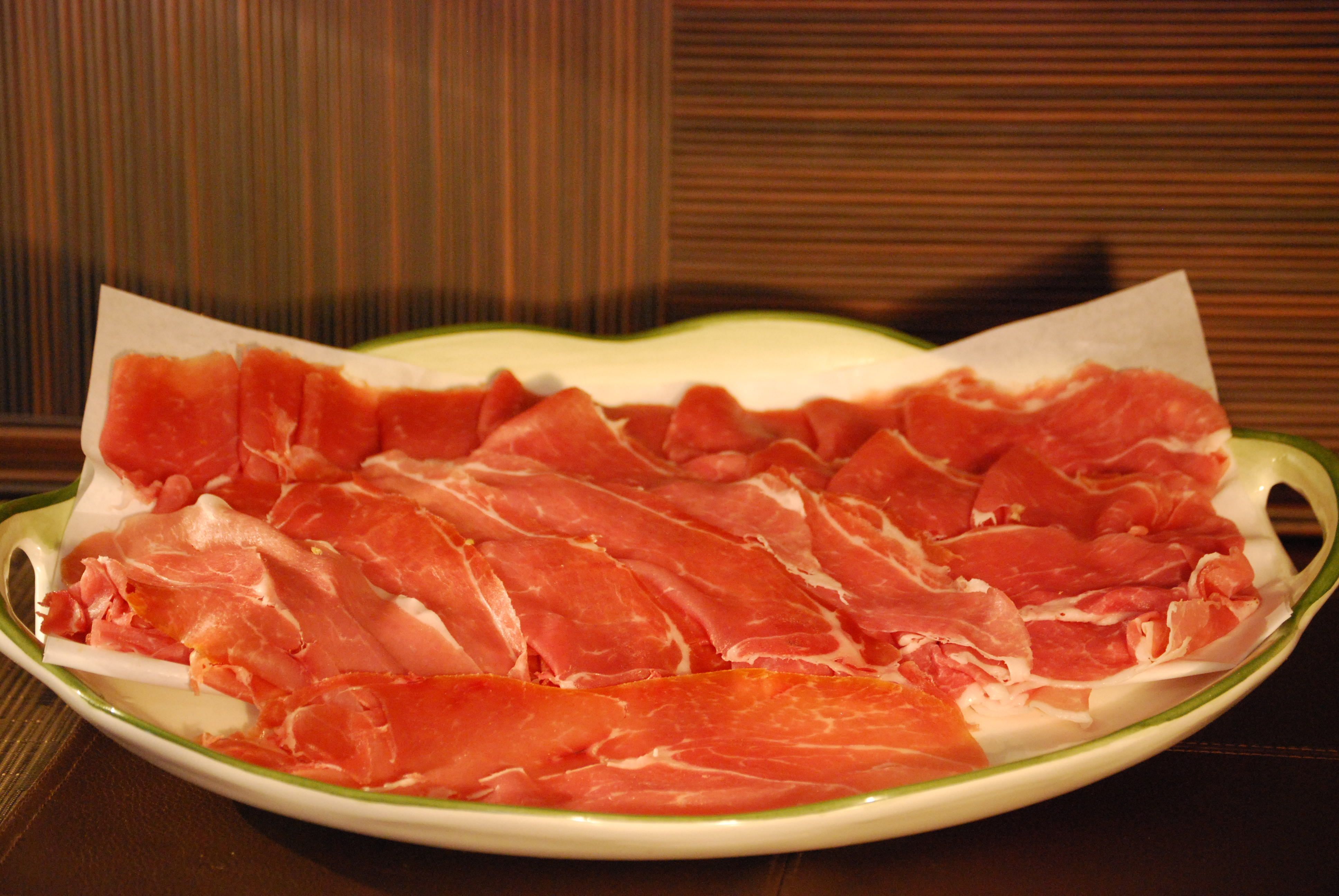
プロシュットの薄切り

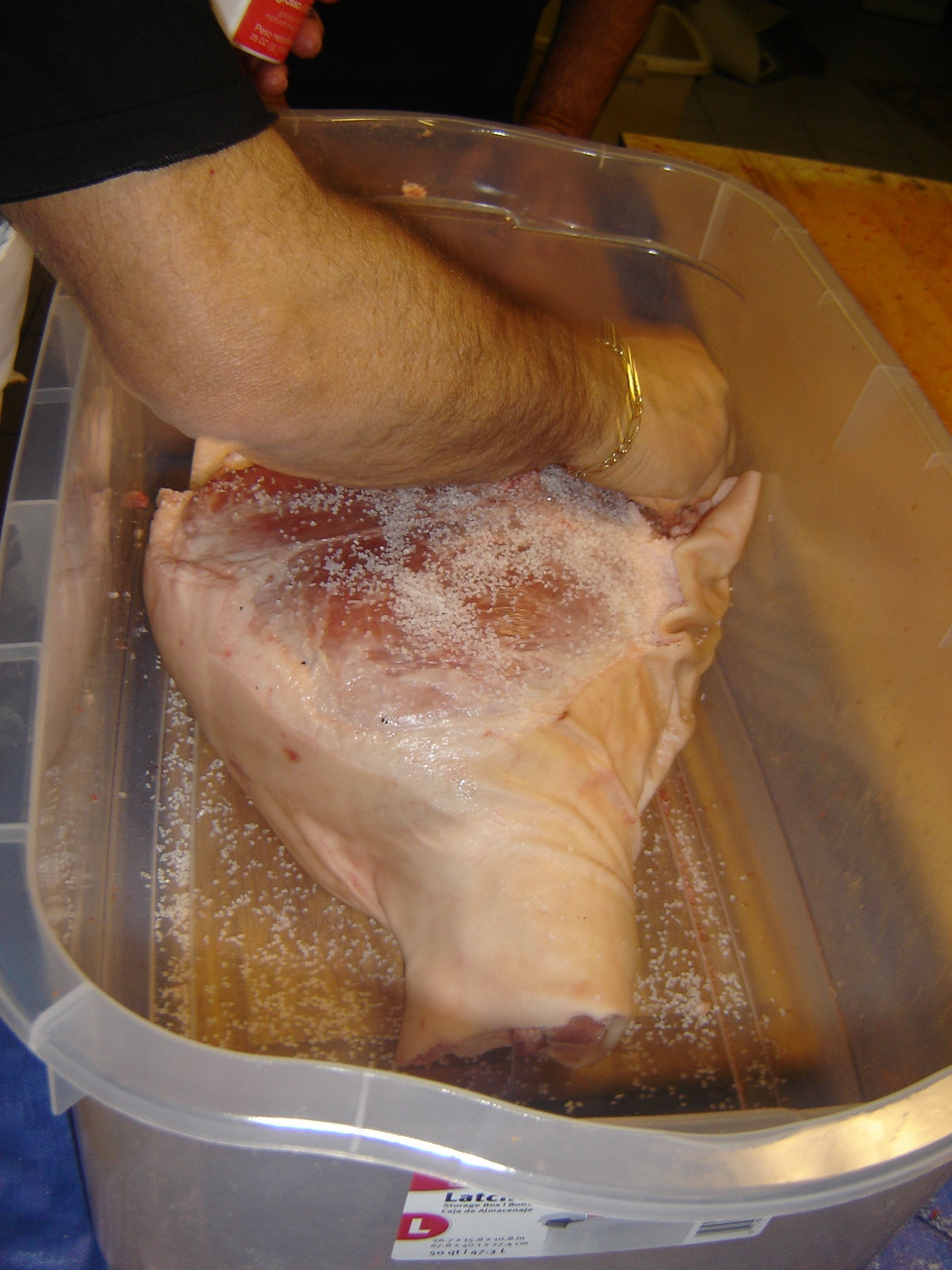
プロシュットの下ごしらえ。もも肉に塩をすりこむ

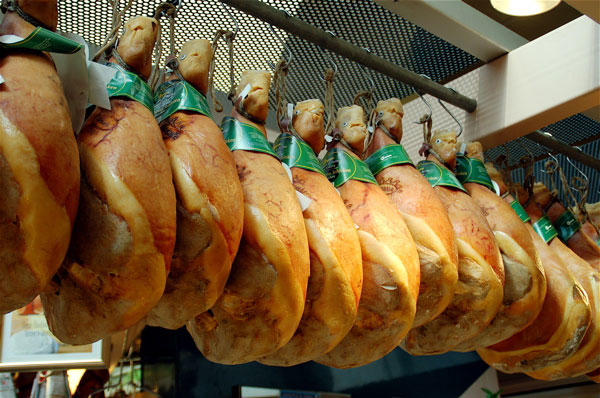
出来上がったプロシュット

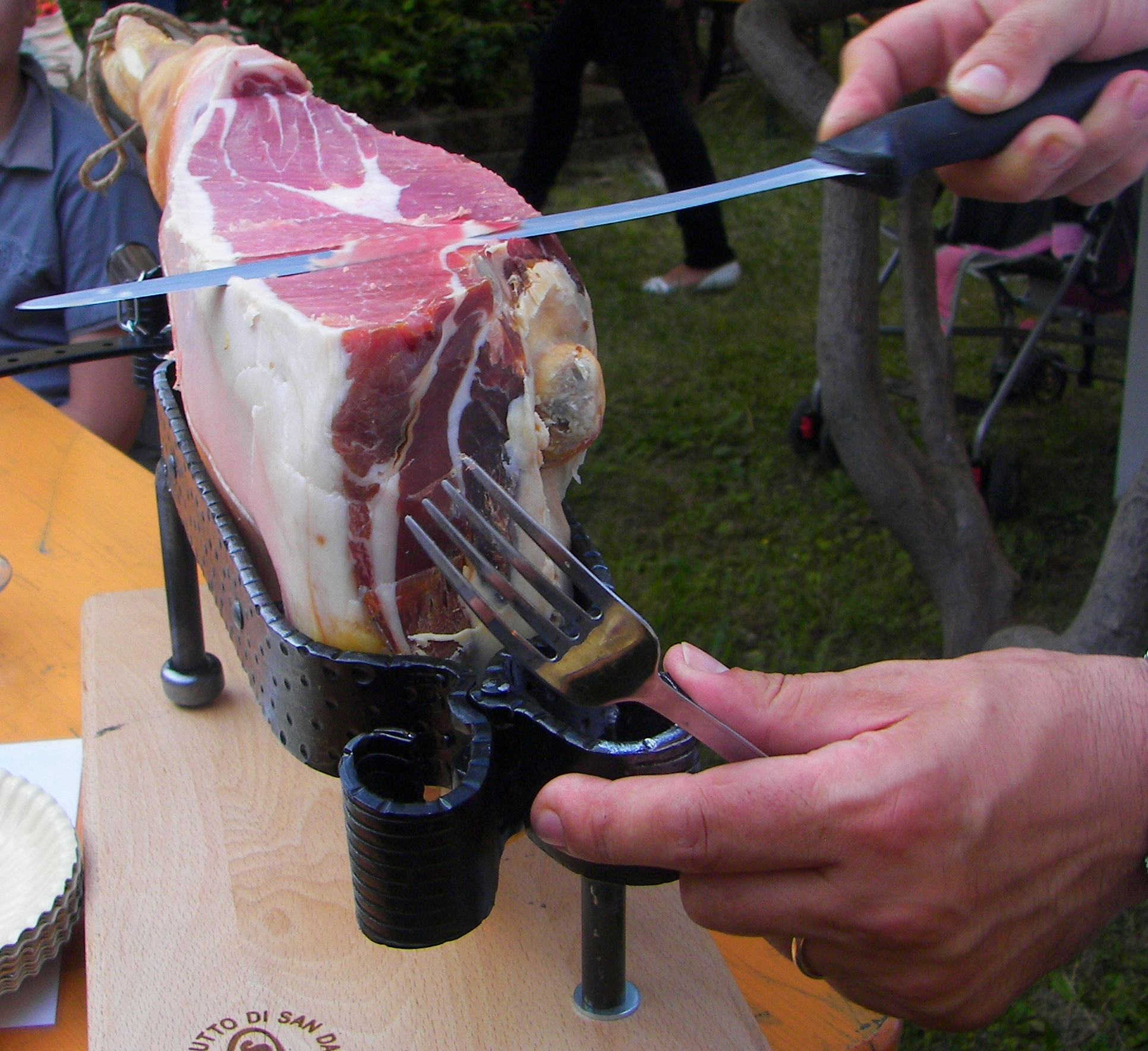
プロシュット

プロシュット（prosciutto）は、イタリアでは豚のもも肉のハムを表すが、日本などでは特にイタリア産、またはイタリア式の燻製しない生ハムのことを指す。イタリアでは、非加熱のものはプロシュット・クルード（prosciutto crudo）、加熱したものはプロシュット・コット（prosciutto cotto）と呼んで区別する。日本では「プロシュート」と呼ばれることもある。名称はイタリア語で「とても乾いた物」という意味である。豚のもも肉を塩漬けにした後、乾燥したところにつるし、熟成させる。自家製のものは暖炉近くにつるすことがあるが、意図的な燻蒸は行わない。火を通していない生ハムであるため、近年まで個人が日本に持ち込んで輸入することに制約があった。
基本的に加熱せずに薄切りにしたものをそのままか、他の食材に和えて食す。
イタリア料理では、いろいろな種類のハムの盛り合わせプロシュット・ミスト（prosciutto misto）として、また「生ハムメロン」などメロンやイチジクにそえて、前菜として供することがある。プロシュットを加熱調理した料理には、サルティンボッカ・アッラ・ロマーナなどがある。

## プロシュットの一覧
以下のものは保護指定原産地表示（DOP）指定されており、かつ世界的に有名である。
- パルマ産のプロシュット・ディ・パルマ（パルマハム）
- ウーディネ県サン・ダニエーレ産のプロシュット・ディ・サン・ダニエーレ

以下のものも保護指定原産地表示（DOP）指定されている。
- モデナ産のプロシュット・ディ・モーデナ
- トスカーナ州産のプロシュット・トスカーノ
- ヴェネト州産のプロシュット・ヴェーネト・ベリコ＝エウガーネオ
- マルケ州産のプロシュット・ディ・カルペーニャ

以下のものは保護指定地域表示（IGP）指定されている。
- ウンブリア州産のプロシュット・ディ・ノルチャ

以下のものは製法が似ているが、素材が異なるためプロシュットではない。パンチェッタやグアンチャーレはハムよりもむしろベーコンに似ている。
- 臀部の肉のクラテッロ（Culatello）
- 腹部の肉のパンチェッタ（Pancetta）
- 頬肉のグアンチャーレ（Guanciale）
- 牛肉のブレザオラ（Bresaola）